# André Fevret
André Alexis Fevret (* 24. Oktober 1941 in Troyes; † 7. Juni 2006 ebenda) war ein französischer Ruderer. 1962 war er Weltmeisterschaftszweiter im Vierer ohne Steuermann.

## Sportliche Karriere
Der 1,76 m große Ruderer von der Société Nautique Troyenne trat bei den Weltmeisterschaften 1962 in Luzern zusammen mit Roger Chatelain, Philippe Malivoir und Jean-Pierre Drivet im Vierer an. Die Franzosen gewannen die Silbermedaille hinter dem Boot aus Westdeutschland und vor den Österreichern.
Im Jahr darauf bei den Europameisterschaften 1963 trat der französische Vierer in der gleichen Besetzung wie im Vorjahr an. Es siegten die Deutschen vor den Italienern, dahinter erkämpften die Franzosen die Bronzemedaille.
Bei den Olympischen Spielen 1964 in Tokio waren im französischen Achter mit Robert Dumontois, Bernard Meynadier, Joseph Moroni, Michel Viaud und Steuermann Alain Bouffard noch fünf Ruderer dabei, die 1962 Weltmeisterschaftsdritte im Achter geworden waren. Hinzu kamen André Fevret, Pierre Maddaloni, Jean-Pierre Grimaud und André Sloth. Der französische Achter belegte im Vorlauf den zweiten Platz hinter dem Boot aus der Sowjetunion. Im Hoffnungslauf siegten die Italiener vor den Franzosen, die damit nur das B-Finale erreichten und als Sieger des B-Finales den siebten Platz in der Gesamtwertung belegten.